# Мальдера, Луиджи
Луиджи Мальдера (итал. Luigi Maldera; 19 января 1946, Корато, Апулия — 5 ноября 2021, Милан) — итальянский футболист, играл на позиции защитника. Его младшие братья Аттилио и Альдо также были футболистами.

## Биография

### Игровая карьера
Мальдера начинал карьеру в «Милане», но не попадал в основной состав. Он играл на правах аренды в Серии В за «Верону» и «Монцу», отыграв в каждой команде по одному сезону.
После возвращения в «Милан» играл за «россонери» в течение трёх сезонов. В составе «Милана» стал победителем Кубка европейских чемпионов 1969 года, но в самом финале против нидерландского «Аякса» не играл. В том же году «Милан» завоевал Межконтинентальный кубок в двухматчевом противостоянии с аргентинским «Эстудиантесом» — Мальдера вышел на замену по ходу игры во втором матче, который аргентинский клуб выиграл со счётом 2:1. После «Милана» в течение семи сезонов играл за «Катандзаро».
В последующие годы играл в Серии C и в 1982 году завершил карьеру.

### Смерть
Скончался 5 ноября 2021 года в возрасте 75 лет.

## Достижения
«Милан»
- Победитель Кубка европейских чемпионов (1): 1969
- Победитель Межконтинентального кубка (1): 1969